# Daniel Sprong
Daniel Sprong, född 17 mars 1997, är en nederländsk professionell ishockeyspelare som spelar för Detroit Red Wings i NHL.
Han har tidigare spelat på NHL-nivå för Washington Capitals, Anaheim Ducks, Pittsburgh Penguins och Seattle Kraken och på lägre nivåer för Hershey Bears, San Diego Gulls och Wilkes-Barre/Scranton Penguins i AHL och Charlottetown Islanders i LHJMQ.

## Klubblagskarriär

### NHL

#### Pittsburgh Penguins
Sprong draftades i andra rundan i 2015 års draft av Pittsburgh Penguins som 46:e spelare totalt.

#### Anaheim Ducks
Han tradades till Anaheim Ducks den 3 december 2018 i utbyte mot Marcus Pettersson.

## Privatliv
Sprong föddes i Amsterdam men flyttade med sin familj till L'Île-Bizard utanför Montreal i Kanada när han var sju år gammal, 2005. Han har ansökt om kanadensiskt medborgarskap men hade 2016 ännu inte fått det. Han har tackat nej till att spela internationellt för Nederländerna, i hopp om att bli medborgare i Kanada och ha möjlighet att spela för Kanadas herrlandslag i ishockey.

## Statistik
| 2011–2012    | Dauphins de Deux-Rives         | LSLBAA       | 19  | 30  | 8   | 38  | 32 | —  | —  | —  | —  | —  |
|              | Wilkes-Barre Knights           | AYHL         | 11  | 9   | 23  | 32  | 24 | 4  | 7  | 4  | 11 | 4  |
| 2012–2013    | Tigres du Lac St-Louis         | LHEQ         | 30  | 48  | 56  | 104 | 36 | 3  | 5  | 3  | 8  | 0  |
| 2013–2014    | Charlottetown Islanders        | LHJMQ        | 67  | 30  | 38  | 68  | 20 | 4  | 4  | 1  | 5  | 0  |
| 2014–2015    | Charlottetown Islanders        | LHJMQ        | 68  | 39  | 49  | 88  | 18 | 10 | 7  | 4  | 11 | 6  |
| 2015–2016    | Pittsburgh Penguins            | NHL          | 18  | 2   | 0   | 2   | 0  | —  | —  | —  | —  | —  |
|              | Charlottetown Islanders        | LHJMQ        | 33  | 16  | 30  | 46  | 22 | 12 | 4  | 11 | 15 | 12 |
|              | Wilkes-Barre/Scranton Penguins | AHL          | —   | —   | —   | —   | —  | 10 | 5  | 2  | 7  | 2  |
| 2016–2017    | Charlottetown Islanders        | LHJMQ        | 31  | 32  | 27  | 59  | 8  | 12 | 9  | 11 | 20 | 17 |
| 2017–2018    | Pittsburgh Penguins            | NHL          | 8   | 2   | 1   | 3   | 0  | —  | —  | —  | —  | —  |
|              | Wilkes-Barre/Scranton Penguins | AHL          | 65  | 32  | 33  | 65  | 28 | 3  | 1  | 0  | 1  | 0  |
| 2018–2019    | Pittsburgh Penguins            | NHL          | 16  | 0   | 4   | 4   | 0  | —  | —  | —  | —  | —  |
|              | Anaheim Ducks                  | NHL          | 1   | 1   | 0   | 1   | 2  | —  | —  | —  | —  | —  |
| NHL totalt   | NHL totalt                     | NHL totalt   | 43  | 5   | 5   | 10  | 2  | —  | —  | —  | —  | —  |
| AHL totalt   | AHL totalt                     | AHL totalt   | 65  | 32  | 33  | 65  | 28 | 13 | 6  | 2  | 8  | 2  |
| LHJMQ totalt | LHJMQ totalt                   | LHJMQ totalt | 199 | 117 | 144 | 261 | 68 | 38 | 24 | 27 | 51 | 35 |